# 严春阳
严春阳（?—1934年3月），江苏南通人，曾任淞沪戒严司令。
严春阳为直系军阀孙传芳的部下。1925年10月，孙传芳发动反奉战争，奉军第二十师师长、淞沪戒严司令邢士廉率军逃离上海，孙传芳委任严春阳为淞沪戒严司令。同年12月，严春阳出任淞沪警察厅长。1926年6月，孙传芳取消淞沪戒严令，严春阳随即卸任戒严司令，仍继续担任警察厅长。同年8月，淞沪商埠卫生局成立，他又兼任商埠卫生局长。其后不详。
严春阳之子辛丰年（原名严顺晞、严格）为一名乐评人。严春阳之孙严锋为复旦大学中文系教授、科学杂志《新发现》中文版主编。